# GM大宇・マティス

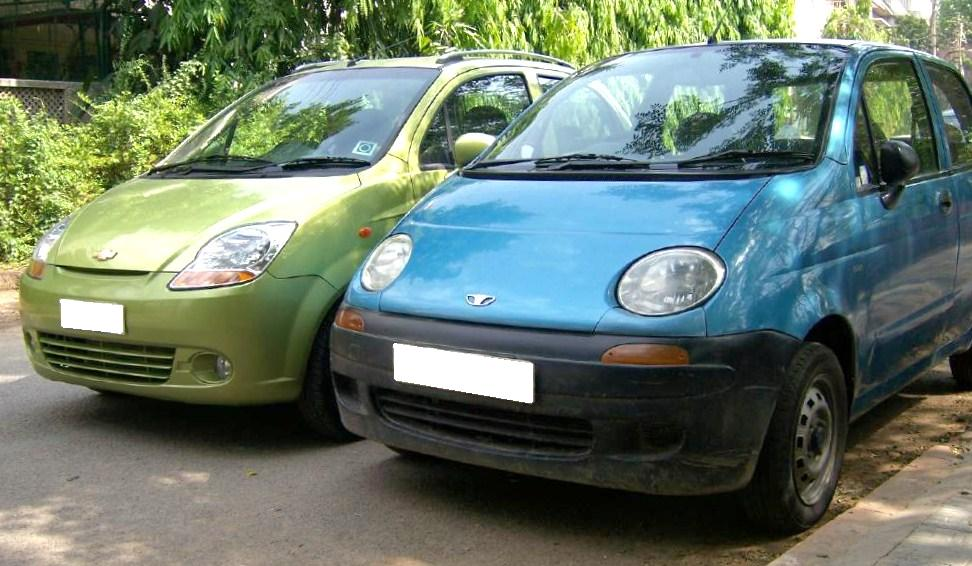
初代（手前）と2代目（奥）

スパーク（Spark）､旧称大宇・マティス（Daewoo Matiz）は、ゼネラルモーターズ（シボレーブランド）､とりわけ韓国GM(旧:大宇自動車)で販売していた小型ハッチバックである｡
欧州ではAセグメント、韓国では軽車（キョンチャ）に分類されるが、日本では排気量などから登録車扱いとなる｡

## 初代（M100型/M150型、1998年-2005年）

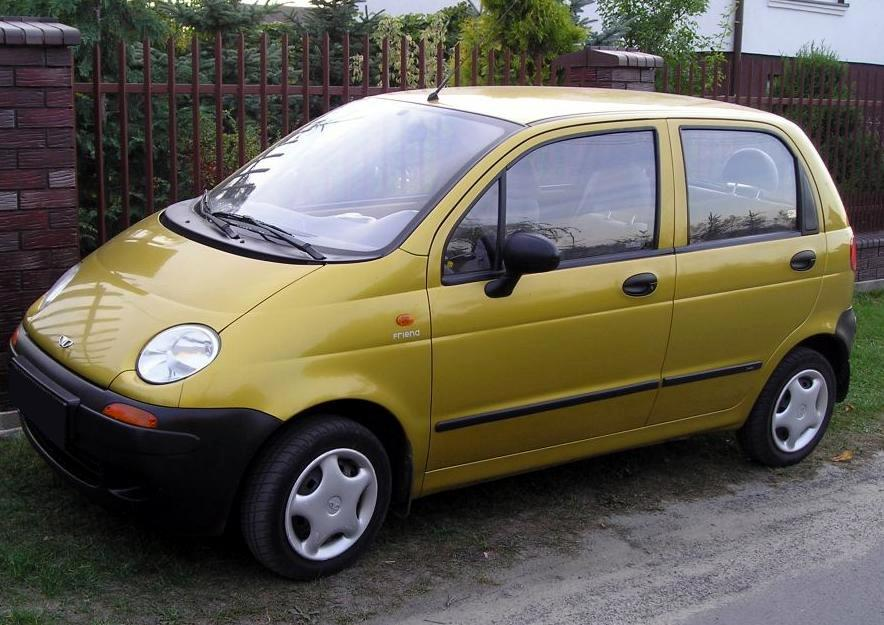
マティス（M100型）左ハンドル仕様

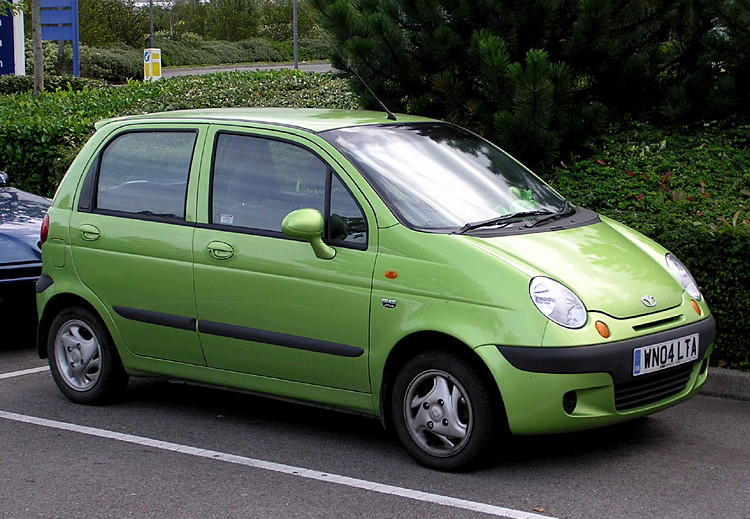
マティス（M150型）

### M100型（1998年-2000年）
初代マティスは3代目スズキ・アルトをベースにしたティコの後継車として1998年に生産を開始し、韓国と欧州で販売された。
エクステリアは、ジョルジェット・ジウジアーロが1993年のフィアット・チンクェチェントのコンセプトカーをベースにして、元々フィアット車向けにデザインされたものである。
エンジンは、排気量800ccの直列3気筒で、スズキ製のF8C型エンジンの改良型を搭載している。本機はミルトン・キーンズに本社を置くティックフォード社によって開発された。最大出力は51馬力、最大トルクは68.5N･m、燃費は6.4L/100km、最高速度は144km/hで、100km/h到達までは17秒。ガソリンエンジンとトランスミッションは先代のティコからの流用。開発はイギリスの大学で行われた。欧州を中心に輸出され、140万台以上も販売された。また、発売後4年間は欧州とインド市場で大宇車の中で最も販売された。
E、S、SEの3種類のグレードで構成された。後者はエアコン、ホイールカバー、ボディ同色のバンパー、リアスポイラー、フォグランプ、ステレオを装備し、ルーフレール、パワーステアリング、セントラルロックシステム、電動フロントウィンドウ、アンチロック・ブレーキ・システム、ドライバーエアバッグなどのオプション装備も設定した。一部の市場では、ATも設定可能だった。

### M150型（2000年-2005年）
2000年にはマイナーチェンジが行われ、外観デザインが変更されたM150型が登場。開発は同じくイギリスの大学で行われた。販売は韓国では2000年後半から、輸出は2001年から開始された。フロントエンドは4気筒エンジンを搭載するため変更されたが、この1.0LのS-TEC型エンジンの搭載は大宇がゼネラルモーターズに買収されるまで延期された。
韓国と日本ではマティスIIとして販売された。韓国ではCVT仕様も追加されたが、日本ではトルクコンバーター式ATのままであった。また、日本のチューナー、トミーカイラが同車をベースにしたコンプリートカー、「トミーカイラm08」を発売したことがあった。
このM150型は、ウズベキスタンのGMウズベキスタンによって現在も生産されている。

### 中国市場
中国ではGMグループの上汽通用五菱汽車によって楽馳（Lechi）として2012年まで生産された。仕向地によっては、シボレーブランドからスパークの車名で販売されていた。

### 疑惑
奇瑞汽車より発売されたチェリー・QQを、ゼネラルモーターズが「マティスのコピーである」と主張し、著作権と知的財産権の論争の中心となった。ゼネラルモーターズの幹部は「QQのドアとスパークのドアは無改造のまま交換可能である」と、設計のコピーを指摘した。

ゼネラルモーターズ中国グループは、2台が「ボディ構造、外装デザイン、内装デザイン、主要コンポーネントが著しく共通している」と指摘。MotorAuthority.com、Car and Driverは、QQを「カーボンコピー」と呼称し、International Herald Tribuneは2005年の記事で「クローン」と呼称した。

## 2代目（M200型/M250型、2005年-2009年）

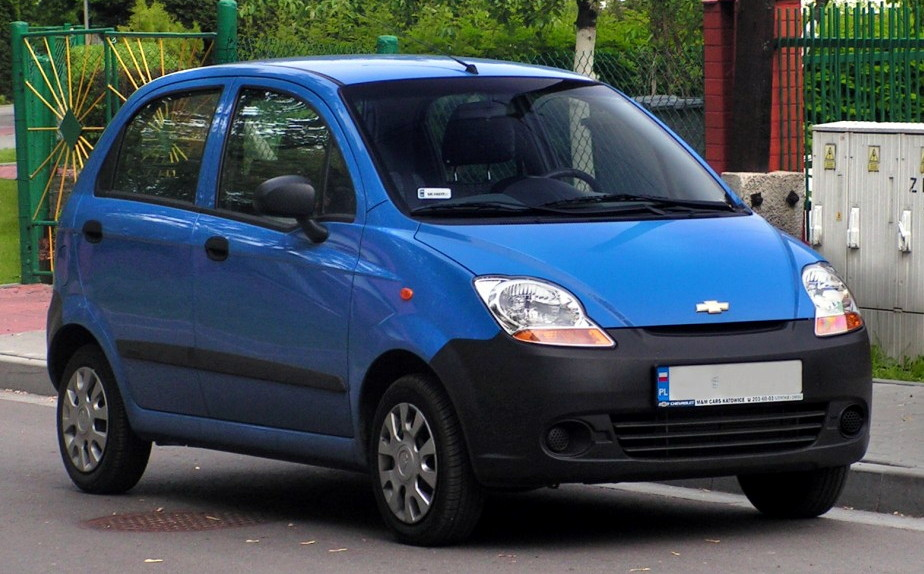
マティス（M200型）

2005年に、2004年のパリモーターショーに出展されたコンセプトカー、シボレー・M3Xをベースにフルモデルチェンジを実施し、2代目に移行。設計は初代をベースにしているが、抵抗係数が低下し、燃費も向上した。エンジンは3気筒800ccと4気筒1,000ccの二本立て。内部も大きく変更され、改良されたインストルメントクラスターを装備し、プラットフォームも初代から変更され、初代がリンク式サスペンションなのに対し、2代目はリアトーションビーム式サスペンションを採用。韓国国内では旧モデルの差別化から「オールニューマティス」と表記される場合がある。
2006年にノーマル仕様と若干外装などが異なるグレード「SE」が韓国国内で追加された。
日本では2006年にナゴヤドームで開催された名古屋輸入車ショーで初披露された。2007年には韓国内でキム・テヒがCMに出演し、CMに登場したマティスがオークションにかけられた。
2008年に800ccエンジンが120g/kmを下回るように変更された。
欧州では、シボレーによってマティスとスパークとして販売された。イタリアでは、LPG仕様はシボレーによってマティスエコロジックとして販売された。このマティスエコロジックは、2007年から2010年までイタリアで60,000台以上が製造された。メキシコでは、ポンティアックによってマティスG2として販売された（同ブランド閉鎖後はシボレーがマティスとして販売を行なっている）。2011年時点、ベトナムでは、GMベトナムがハノイの生産拠点でシボレー・スパークライトとしてノックダウン生産している。インドでは、ニューデリーの世界環境デーに発表されたシーケンシャル・インジェクションの液化石油ガスを搭載したスパークLPG、2009年に発表されたスパークムジックの2車種の特別仕様車が生産された。

生産台数は10年間で230万台（全世界合計）に達した。

## 3代目（M300型、2009年-2015年）
2009年1月の北米国際オートショーにて新型「シボレー・スパーク」が世界初公開された。続いて3月のジュネーヴモーターショーで欧州初公開され、翌4月にはソウルモーターショーでGM大宇版が初公開された。新型スパーク/マティスは従来型以上にGMグループの世界戦略車としての使命を任されることになったため、2年3ヶ月の開発期間と2950億ウォンにも及ぶ開発費用が投じられた。
外観は2007年のニューヨーク国際オートショーに出展された先行コンセプトのシボレー・ビートをほぼ踏襲している。
韓国では8月19日に正式に発表され、9月1日から発売開始した。旧モデルとの併売となり、M200はグレードを大幅に整理されたうえでマティスクラシック（Matiz Classic）、M300はマティスクリエイティブ（Matiz Creative）と、それぞれサブネームが付加されて販売されていたが、2011年に社名が韓国GMとなったことを受け、マティスクリエイティブが「シボレー・スパーク」に置換されると同時に、マティスクラシックは廃止された。パワートレーンは1.0Lエンジンと4速ATが組み合わせられ、軽車（キョンチャ、日本の軽自動車〜リッターカーに相当）として販売される。
2010年1月、デリーオートエキスポ2010にてインド仕様車が発表された。車名はコンセプトモデルと同じビートとなり、スパーク（M200）と併売される。併せて、スパークのEV版も発表された。
2010年10月、シドニーで開催されるオーストラリア国際モーターショーにて豪州仕様車がホールデン・バリーナスパーク（Holden Barina Spark）の車名で発表された。
2011年3月、GM大宇ブランドの廃止に伴い、韓国仕様の車名を「マティス」からシボレー「スパーク」に変更。
2013年5月16日、韓国で可変バルブ機構とタイミングチェーンを採用した新開発の1.0Lエンジン「GEN2」とジヤトコ製CVT「C-TECH」を組み合わせた「スパークS」を発表。
2020年現在では、南米にて独自改良された「スパークGT」が販売されている。

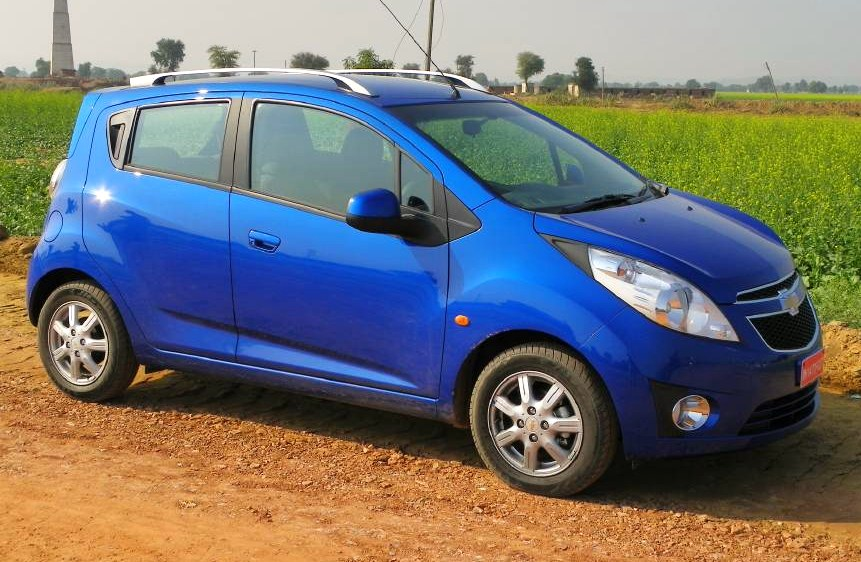
シボレー・ビート（インド仕様車）
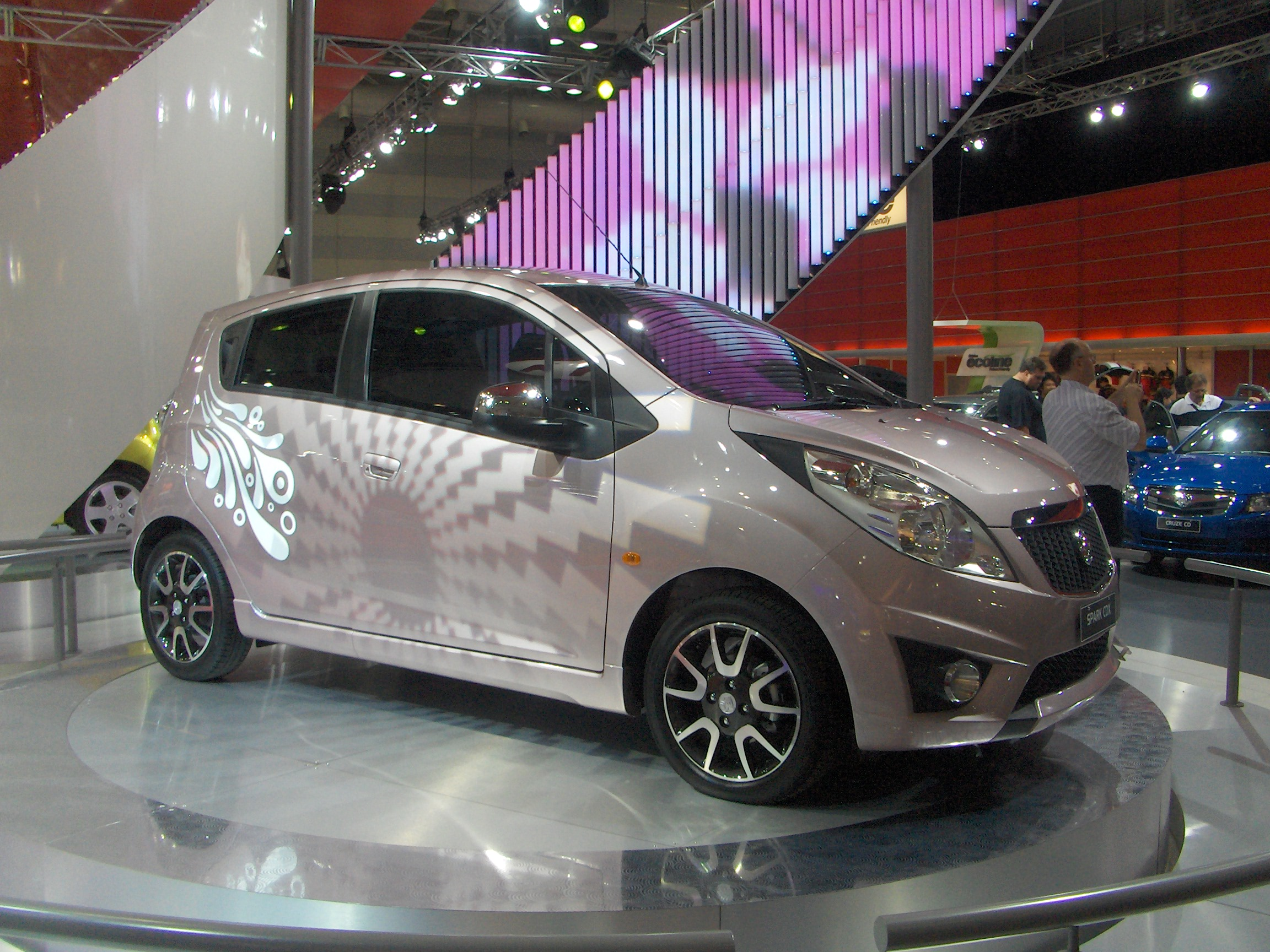
ホールデン・バリーナスパーク（豪州仕様車）

## 4代目（M400型、2015年-　）
2015年4月3日のソウルモーターショーにて新型「シボレー・スパーク」が世界初公開され、その2日後の4月5日にはニューヨーク国際オートショーでも公開された。その後、7月1日に韓国で「ザ・ネクスト・スパーク」のキャッチコピーで発表された（販売開始は8月から）。
内外装のデザインは、韓国GMデザインセンターとGMグローバル軽自動車開発本部の「米国ウォーレン技術研究所」との合作により完成した。
先代後期からのキャリーオーバーである1.0L・GEN2ガソリンエンジンにジヤトコ製「C-TECH」および5速MTを組み合わせる。最上級グレードには、前方衝突警告システムや車線離脱警告システムなどの先端仕様も備える。
なお、今回から2014年に生産が終了したオペル/ボクスホール・アギーラ及び、欧州から撤退したシボレー・スパークの代替としてオペル・カールとボクスホール・ヴィヴァが兄弟車として加わる。

## 日本仕様
日本では1999年にヤナセと大宇自動車の合弁会社である株式会社マティス（現・オートレックス）が輸入を開始した。
日本での車名はマティスもしくはGMマティスで、広告やカタログには「大宇」「DAEWOO」「デーウ」の文字は出ていない（ただし、初期型のものに余程注意しなければわからないくらい小さく出ていたことはあった）。当初は右ハンドル仕様をメインに輸入していたが、意外にも左ハンドル仕様を求めるユーザーが多く、左ハンドルのラインナップを強化したという。
2006年に日本仕様も2代目にモデルチェンジ、800ccエンジンと1,000ccエンジン（マニュアル車のみ）が選択可能になった。